# A casa dei Loud
A casa dei Loud (The Loud House) è una serie animata statunitense creata da Chris Savino. Negli Stati Uniti la serie è stata prodotta e trasmessa da Nickelodeon a partire dal 2 maggio 2016, mentre in Italia, è stata trasmessa anche sul canale Nickelodeon e su Super! dal 16 maggio 2016 che segue le vicende di Lincoln Loud in una casa con le sue 10 sorelle.

## Trama
Lincoln Loud, è un creativo, simpatico, coraggioso, onesto e ottimista ragazzino di 11 anni che vive in una casa di 10 sorelle, ognuna con difetti e interessi diversi. Le sorelle sono (dalla più grande alla più piccola): la maggiore e cinica Lori, l'ingenua stilista Leni, l'aspirante musicista rock Luna, la comica Luan, l'atletica Lynn Jr., la malinconica e drammatica Lucy, le gemelle Lana e Lola, la geniale Lisa e la piccola Lily. Vivono con quattro animali: il cane Charles, il gatto Cliff, il criceto Geo e il canarino Walt. In ogni episodio Lincoln cerca sempre di "sopravvivere" con le sue sorelle utilizzando i suoi "piani", che spesso prendono la piega sbagliata, anche se alla fine le cose si concludono sempre bene.

### Prima e terza stagione
Lincoln e le sorelle non riescono a smettere di combinare guai, fare sfide, guardare molti film e divertirsi in ogni modo possibile e creando piani complessi e subdoli. Anche i genitori a volte collaborano.

### Seconda stagione
La famiglia Santiago si trasferisce e Lori è triste. Ma in casa Loud tra feste, nascondigli e divertimenti con i parenti e gli amici c'è sempre qualcosa da fare.

### Quarta stagione
I primi episodi parlano della vita complessa dei Casagrande e dei piani di Ronnie Anne, l'amica Sid, il fratello Bobby e i 4 cugini. I Loud invece dovranno affrontare mostri e nemici e dovranno fare nuove amicizie.

### Quinta stagione e oltre
Lincoln, Clyde, Stella, Zach, Rusty e Liam iniziano la scuola media, mentre Lori inizia l'università, Lisa la prima elementare e Lily l'asilo nido, le altre sorelle devono prendere scelte difficili. Infine, i fratelli Loud, insieme, tentano di affrontare ostacoli e problemi positivamente.

## Personaggi

### Famiglia Loud (st. 1-in corso)

Lincoln Loud insieme alle sue sorelle (da sinistra): Luna, Lucy, Luan, Lynn e Lisa, (da destra) Lori, Leni, Lola, Lana e Lily. I protagonisti della serie.

- Lincoln Albert Loud: ha 11-12 anni ed è il protagonista della serie. È creativo e spesso rappresenta la voce della ragione all'interno della casa. È molto simpatico, leggermente codardo, onesto e ottimista e si dimostra sempre un bravo ragazzo, nonostante spesso commetta degli errori e pecchi di egoismo, ma cercando sempre un modo per farsi perdonare o aggiustare le cose, arrivando anche a sacrificare le cose a cui tiene di più per amore delle sue sorelle. In quasi ogni episodio rompe la quarta parete rivolgendosi al pubblico su ciò che succede in giornata. Ha i capelli bianchi ereditati dal suo nonno materno e il viso cosparso di lentiggini, indossa una polo arancione e dei jeans. Gli piace leggere i fumetti (spesso in mutande, in quanto considera i pantaloni scomodi) ed, essendo l'unico figlio maschio, è l'unico ad avere una camera da letto tutta per sé, anche se in realtà è stata ricavata da uno sgabuzzino per le scope; per alcuni giorni ha condiviso la camera con Lynn dopo che lei e Lucy avevano litigato, il suo migliore amico è Clyde (che conosce da quando avevano 5 anni) e molto spesso si aiutano facendo dei piani insieme. È benvoluto da tutti, in particolare dalla sua famiglia, nonostante spesso sia infastidito dall'eccessiva invadenza delle sue sorelle. Prova dei sentimenti romantici per Ronnie Anne ma la nega continuamente considerandola un'amica. Per poter risolvere i diversi problemi quotidiani e mantenere l'ordine nel caos della sua famiglia, elabora spesso piani complessi anche se non sempre vanno a buon fine. Si invaghisce di Stella per un periodo anche se lei ha specificato che vuole essere semplicemente loro amica ed entra a far parte del gruppo di Lincoln. Nella quinta stagione va alle medie con i suoi amici ma vengono separati in classi diverse, in un episodio per aiutare Lynn Jr. dice alla famiglia delle critiche che hanno ricevuto, litigando con loro ma per aiutarli dice a tutti di essere criticato da Chandler, un suo compagno di classe, che però riesce ad ignorare facilmente concentrandosi su di sé. Il suo colore preferito è l’arancione.
- Lori Loud: ha 17-18 anni ed è la figlia maggiore. Ha i capelli biondi, l'ombretto azzurro e indossa una T-Shirt celeste, mini-jeans marroni, scarpe azzurre e orecchini di perla bianchi. È spesso prepotente e autoritaria nei confronti dei suoi fratelli, ma in realtà vuole loro molto bene. È sempre al cellulare a scambiarsi messaggi con le sue amiche e con Bobby, il suo fidanzato. Gioca a Golf con cui si destreggia bene, tanto da diventare campionessa della sua scuola in questa disciplina. Inoltre ha un problema di flatulenza ma non vuole ammetterlo, additando come fonte di suoni altri oggetti. Condivide la sua stanza con Leni e hanno un ottimo rapporto dandosi spesso buoni consigli, soprattutto di moda. Lei è spesso esasperata dalla sua scarsa intelligenza e dal fatto che prenda i suoi vestiti senza permesso. Era l'interesse amoroso principale di Clyde, però non corrisposto, essendo già fidanzata, oltre che per la differenza di età. Nella terza stagione non riesce ad accettare il fatto che lei e Bobby abbiano una relazione a distanza a causa del suo trasferimento in un'altra città e ha bisogno di stare insieme a lui ma poi riesce poi ad accettare la cosa. Nella quinta stagione si trasferisce al college per inseguire il suo sogno di diventare una golfista, ma molto spesso va a trovare la sua famiglia nei week-end, e nei periodi di vacanza e festa. Il suo colore preferito è l’azzurro.
- Leni Loud: ha 16-17 anni ed è una ragazza carina, gentile con tutti e simpatica, ma molto ingenua, svampita e piuttosto tonta. Ha i capelli biondi platino lunghi fino alle spalle e indossa un vestito acquamarina, orecchini circolari rosso carminio, sandali bianchi ornati da fiocchi acquamarina e un paio di occhiali da sole bianchi in cima alla testa. Dimostra di avere una grande passione per la moda e l'intaglio del legno ed è un'esperta nel forzare le serrature. Insieme a Luna, è la sorella più amorevole nei confronti di Lincoln. A causa della sua eccessiva gentilezza e generosità, molti tendono ad approfittarsi di lei e spesso fa fatica a farsi rispettare. Condivide la sua stanza con Lori e ha un ottimo rapporto con la sorella. Nella terza stagione inizia a lavorare al centro commerciale "Reininger's", dove instaura un rapporto di amicizia con Miguel e Fiona, anche se a causa delle sue amiche di scuola non riesce a trovare un modo per stare tutti insieme,alla fine si scusano con lei e iniziano a uscire insieme come un gruppo. E' la 4ª sorella Loud a fidanzarsi, poiché si fidanza con Gavin nella sesta stagione, sebbene in un episodio menzioni una sua abitudine fastidiosa che poi riesce ad accettare. Il suo colore preferito è il color verde tiffany, (anche se in un episodio sostiene che il suo coloro preferito sia lo "zebrato").
- Luna Loud: ha 15-16 anni ed è una ragazza scatenata, premurosa, vivace e piena di spirito, ma intimamente molto insicura. Ama la musica rock e suona la chitarra, la tastiera e la batteria. Ha i capelli castani corti, lentiggini sulle guance e un ombretto viola e indossa una T-Shirt viola con un teschio stilizzato, una gonna viola a quadri, una cintura grigia, degli stivali alti viola, delle graffette che usa come orecchini e tre braccialetti neri su ciascun polso. Insieme a Leni, è la sorella più amorevole nei confronti di Lincoln. Condivide la sua stanza con Luan, con la quale va perlopiù d'accordo, sebbene tolleri poco le sue battute e i suoi scherzi. Talvolta parla con un accento britannico ereditato dalla passione inglese del padre, vista la sua passione per i gruppi rock inglesi. Da bambina, Luna era inizialmente interessata alla musica classica, fino a quando la sua passione attuale si è sviluppata quando aveva 12 anni, chiama quasi sempre Lincoln "Brother". In un episodio si scopre che è bisessuale, e che ha una cotta ricambiata per una sua amica di nome Sam (Samantha), bassista nella stessa band di Luna, le due poi si fidanzano anche se non hanno molte cose in comune, riuscendo comunque ad andare d’accordo. Il suo colore preferito è il viola. Dopo Lori è la 2ª sorella Loud a fidanzarsi.
- Luan Loud: ha 14-15 anni ed è la più gioviale, burlona ma ripetitiva, logorroica e amante degli scherzi. I suoi fratelli e la famiglia mal sopportano e non trovano affatto divertenti le sue battute, ha ereditato il senso dell'umorismo dal padre. Ha degli incisivi prominenti (come Lincoln e Lily), capelli castani chiaro raccolti in una grande coda di cavallo con un elastico giallo e indossa una camicia bianca senza maniche, una gonna gialla con quadratini, delle calze gialle a righe e delle scarpe marroni. È l'unica a portare l'apparecchio ai denti, ha dei fiori spruzza-acqua sulla sua camicia e sulle scarpe e ha un pupazzo da ventriloquo di nome Mr. Cocco. Condivide la sua stanza con Luna. Possiede anche grandi abilità di cuoca, sebbene non sia interessata a seguire le orme del padre ed ereditare il ristorante. Ogni 1º di aprile, Luan diventa una maniaca ossessionata dagli scherzi, tanto che la sua famiglia ha una gran paura di lei. E' la 3ª sorella Loud che si fidanza, poiché nella terza stagione si fidanza con Benny (Benjamin), aspirante comico come lei. Il suo colore preferito è il giallo.
- Lynn Loud Jr.: ha 13-14 anni ed è una ragazza atletica un po' ragazzaccio, testarda, ambiziosa e amante dello sport, tanto da primeggiare in tutto. Ha i capelli castani raccolti in una coda di cavallo. Indossa una maglia rossa e bianca con sopra un "1" rosso, dei pantaloncini rossi e bianchi, delle calze a righe e delle scarpe coi tacchetti. E ha delle lentiggini sulle guance. Tende a trasformare qualsiasi cosa che fa in uno sport ed è talmente competitiva da voler per forza vincere in qualsiasi cosa, anche nei giochi da tavolo. Sembra essere molto superstiziosa, poiché esegue molti riti scaramantici prima di ogni competizione. Spesso si comporta in maniera aggressiva e un po' prepotente, oltre a esibire comportamenti disgustosi quali ruttare o emettere flatulenze, ma ciò è dovuto principalmente al suo primo anno di scuola media, durante il quale è stata pesantemente bullizzata, in quanto a quei tempi aveva un carattere più dolce. Per questo motivo detesta l'idea di vedere chiunque e soprattutto Lincoln essere vittima dei bulli. Pur non mostrandosi sempre gentile nei confronti del fratello, alcune volte chiama con un nomignolo umiliante, "Puzzo-Lincoln", però dimostra di volergli bene. Ha lo stesso nome di suo padre, da cui il "jr" in fondo al suo nome. Condivide la sua stanza con Lucy, per un periodo di tempo Lincoln ha condiviso la sua camera con lei dato che aveva litigato con Lucy. Il suo colore preferito è il rosso.
- Lucy Loud: ha 8-9 anni ed è una bambina goth, estremamente dark, e sarcastica, appassionata di poesia e di narrativa gotica. Ha la pelle pallida ed è l'unica della famiglia ad avere i capelli neri, li ha lunghi fino alle spalle che le coprono gli occhi, il suo aspetto è identico alla loro bis nonna paterna Harriet. Indossa lunghe maniche bianche a strisce nere, abbinate a calze rigate alte fino al ginocchio, un abito nero, una camicia anch'essa a righe e delle scarpe nere. In alcuni episodi si sente invisibile e quasi messa da parte semplicemente perché è più silenziosa dei suoi familiari, una sua abitudine ricorrente è quella di spuntare all'improvviso alle spalle degli altri, spaventandoli sempre tutti, queste sue apparizioni improvvise sono sempre accompagnate dal verso di un corvo e dal suono di un organo. Nonostante sembri fredda e distaccata, ha un ottimo rapporto con Lincoln che la aiuta anche a trovare le rime per le sue poesie (scrivere poesie e elogi funebri è infatti la passione di Lucy), mentre tende spesso a litigare con Lynn, non sopportandone i modi rudi e incivili. Ama i pipistrelli e i ragni che ospita in camera sua e porta sempre con sé un busto raffigurante Edwin, il vampiro protagonista della sua serie TV preferita, I vampiri di Malinconia. Lucy sembra anche avere alcune capacità sovrannaturali, sostiene infatti di essere in grado di parlare con gli spiriti e sembra avere delle abilità da cartomante, in un episodio si scopre che ha una passione segreta per gli unicorni, quando vuole prendersi una pausa dalle tenebre. Condivide la sua stanza con Lynn, anche se per un periodo di tempo ha dormito da sola dato che lei e Lynn avevano litigato, in un episodio della seconda stagione si invaghisce di Rocky, il fratello minore di Rusty, cambiando il suo stile per tentare di piacergli ma poi si dimostra sé stessa e scopre che anche Rocky era interessato a lei e così diventano amici. Il suo colore preferito è il nero.
- Lana Loud: ha 6-7 anni ed è una bambina maschiaccio che ama sporcarsi le mani e fare palle di fango. È la sorella gemella maggiore di Lola, infatti e nata 2 minuti prima. Lei e Lola sono due poli opposti, ma si voglio molto bene, sono sorelle e migliori amiche. È un'ottima tuttofare specialmente se c'è da riparare condutture, bagni e motori. Ha anche l'abitudine di mangiare cibo immangiabile, spesso trovato nella spazzatura, ma non sembra mai ammalarsi. Ha i capelli biondi legati in due codini bassi fermati con elastici rossi e le mancano gli incisivi. Indossa un berretto da baseball rosso, delle scarpe da ginnastica bianche a strisce blu e una T-Shirt verdastra sotto una salopette di jeans. Adora molto gli animali, tanto che ha una colonia di rettili e anfibi di cui si prende cura regolarmente. Condivide la sua stanza con Lola. Il suo colore preferito è il blu.
- Lola Loud: ha 6-7 anni ed è una bambina capricciosa, viziata e competitiva, che adora essere femminile al 100%, al contrario della sua gemella Lana. E' la gemella più giovane, di 2 minuti. Si tratta del membro più malizioso e pestifero della famiglia, ed è molto vendicativa, spesso infatti la si vede giocare dei brutti tiri ai suoi familiari che spesso sono spaventati dalle sue reazioni, ogni volta che le fanno un qualche torto, anche involontariamente. Per questo motivo capita, in alcune occasioni, che i suoi fratelli debbano coalizzarsi contro di lei per poterle tenere testa. Tende a litigare spesso con la gemella Lana, in quanto le due sono caratterialmente opposte. Nonostante tutto, Lola dimostra in più occasioni di avere un lato dolce, sensibile e generoso. Ha lunghi capelli biondi e, come a Lana, anche a lei le mancano gli incisivi. Si veste come una reginetta di bellezza, indossando un lungo abito rosa con una fascia, una collana di perle bianca intorno al collo, lunghi guanti rosa, orecchini bianchi, scarpe rosa e una tiara sulla testa. Condivide la sua stanza con Lana. Il suo colore preferito è il rosa.
- Lisa Marie Loud: ha 4-5 anni ed è una bambina prodigio che ama la scienza con un dottorato di ricerca (nonostante frequenti ancora la scuola materna). Avendo un intelletto superiore è piuttosto egocentrica, sarcastica e fredda. Ha i capelli castani, indossa un maglione verde a collo alto, pantaloni rosa e scarpe marroni. È astigmatica, per questo porta occhiali neri con lenti enormi e rotonde. Indossa una parrucca e ha 6 dita sul piede destro e ha un solo dente (perciò porta la dentiera), tutto a causa dei suoi esperimenti con varie sostanze chimiche e radioattive. Passa il suo tempo a risolvere equazioni complesse e fare esperimenti, usando spesso Lincoln, le sue sorelle o Clyde come cavie. Ha una passione per le feci e le piace prendere campioni di DNA dai suoi ignari famigliari. Si tratta probabilmente del membro più distaccato della famiglia e spesso sembra non avere emozioni. È anche scettica nei confronti delle presunte capacità paranormali di Lucy. Condivide la sua stanza con Lily, è l'unica tra le sue sorelle ad avere un secondo nome confermato e che non inizia con la L. Il suo colore preferito è il verde.
- Lily Loud: ha 1-2 anni ed è la figlia più giovane. È innocente e giocherellona; anche se sa già camminare, viene sempre tenuta in braccio da uno dei suoi fratelli maggiori o dai suoi genitori. Aveva il vizio di lasciare in giro il pannolino con dentro i suoi bisogni. Ha un unico dentino prominente e un ciuffetto di capelli biondi sulla testa. Condivide la sua stanza con Lisa, anche se il resto della famiglia non si fida a lasciarla da sola per troppo tempo con lei, vista la sua abitudine di usare i suoi familiari come cavie per i suoi esperimenti. Il suo colore preferito è il lavanda.
- Lynn Loud Sr.: ha 40-41 anni ed è il padre dei figli Loud. Ai tempi dell'Università, ha passato un semestre a Londra come studente di scambio culturale da allora si sente inglese, dal quale sua figlia Luna ha ereditato la sua stessa passione. Non viene mai visto di faccia per tutta la prima stagione, il volto viene rivelato nella seconda, ha dato il suo stesso nome alla sua 5ª figlia. Lui e i suoi figli hanno origini scozzesi e i loro antenati erano dei reali. È un tipo piuttosto sensibile ed emotivo. Di solito fa cessare gli scontri tra i suoi figli, prima che vadano troppo oltre, ha un senso dell'umorismo facendo battute dal quale Luan ha ereditato la sua passione, tanto da considerarla sua erede. Nella prima stagione e parte della seconda faceva il tecnico informatico, ma poi si è licenziato, per seguire il suo sogno di diventare uno chef, infatti in casa è lui di solito che viene visto ai fornelli, ha una grande passione per la cucina italiana, come dimostrato nel suo talento di fare le lasagne o dei sughi. Nella terza stagione arriverà ad aprire il suo tanto agognato ristorante il "Lynn's Table", con l'aiuto de suoi figli. In un flashback si scopre che ha un fratello minore (Lance), che dalla sua silhouette assomiglia a Lana.
- Rita Reynolds Loud: ha 40-41 anni ed è la madre dei fratelli Loud. Così come suo marito, anche la sua faccia non viene vista durante la prima stagione, la quale verrà mostrata nella seconda. Lei è anche l'unico membro di Casa Loud il cui nome non inizia con "L". Rita ha molta cura verso i suoi figli, ma non ha paura di essere brusca quando litigano. Lavorava in uno studio dentistico ma ha una grande passione per la scrittura, tanto che sta lavorando a un romanzo che intende pubblicare. Nella quarta stagione riesce a ottenere un lavoro per una prestigiosa rivista, gestendo una rubrica in cui parla principalmente delle sue esperienze di mamma.
- Leonard Loud: è il nonno paterno dei nipoti Loud, e padre di Lynn Sr., è sempre in viaggio per i mari come pescatore, e non vede quasi mai la sua famiglia, ma in un episodio si trasferisce in un campo estivo vicino alla loro città del quale divenne il proprietario grazie ai suoi nipoti. In passato vestiva un abbigliamento hippie tipicamente anni '70.
- Albert Reynolds (guest 1-in corso): è il padre vedovo di Rita, fratello minore di Ruth e nonno materno dei nipoti Loud, piuttosto vivace ed arzillo per la sua età, circa 60 anni, malgrado viva in una casa di riposo con delle regole molto rigide. Da giovane ha prestato servizio nel corpo dei Marine. È molto amato dai suoi nipoti, specialmente da Lincoln, al quale il nipote ha ereditato la sua stessa pettinatura, si fidanzerà con Myrtle, per poi sposarsi con lei nel secondo film.
- Myrtle (guest 3-in corso): è la fidanzata di Albert, che ha conosciuto alla casa di riposo. Ama considerarsi una nonna sostitutiva per i nipoti Loud, i quali sono inizialmente infastiditi dalle sue eccessive attenzioni ma dopo aver saputo che lei non ha una propria famiglia (in quanto ha passato la sua vita a lavorare e a viaggiare), imparano ad accettarla, dalla sesta stagione si scoprirà che è un'agente segreto e che ha lavorato per tanti anni con degli uomini, della quale i fratelli Loud pensavano fossero dei fidanzati nascosti. Diventa un membro definitivo della famiglia quando nel secondo film, si sposa con Albert.
- Ruth Reynolds (guest 1-in corso): è la prozia materna dei fratelli Loud, la sorella maggiore di Albert. I suoi familiari non amano passare tempo con lei (specialmente Lynn Sr.), perché fa mangiare cibo scaduto ed è sempre circondata dai suoi numerosi gatti di cui fa vedere centinaia di foto ai parenti. A parte Rita, solo Lana tollera a malapena di andare da lei, perché le piace mangiare i cibi disgustosi. Come Lisa ha un dito in più sul piede sinistro.
- Lance Loud è lo zio paterno dei nipoti Loud, e fratello maggiore di Lynn Sr. Durante l'infanzia, Lynn riteneva che fra i due fosse Lance il figlio prediletto di Leonard. I due, infatti, sono sempre stati profondamente rivali e a causa di un litigio avvenuto in gioventù non si sono parlati per anni. In seguito si sono riconciliati, anche se litigano ancora spesso, con grande disappunto delle famiglie. A tutti gli effetti è l'opposto di Lynn, sportivo, prestante, muscoloso e abituato ad una vita frenetica. Tuttavia è anche piuttosto emotivo e si commuove facilmente. Da giovane somigliava molto alla nipote Lynn Jr.
- Sharon Loud è la zia dei fratelli Loud, moglie di Lance e cognata di Lynn Sr.
- Shane Loud ha 18 anni, è il cugino paterno dei fratelli Loud, figlio di Lance e Sharon e nipote di Lynn Sr. e Rita.
- Shelby Loud ha 9 anni, è la cugina paterna dei fratelli Loud, figlia di Lance e Sharon e nipote di Lynn Sr. e Rita.
- Shiloh Loud ha 7 anni, è il cugino paterno dei fratelli Loud, figlio di Lance e Sharon e nipote di Lynn Sr. e Rita.
- Harriet: È la bisnonna paterna dei Loud, Lucy le assomiglia molto. Anche lei era appassionata di magia nera.
- Bis nonno Loud: è il bisnonno paterno dei fratelli Loud e marito di Harriet.
- Shirley: è la pro zia paterna dei fratelli Loud, viene menzionata da Luna, mentre ricorda il suo aspetto da una pessima tazza fatta da Lincoln.
- Lynwood Loud: è il bis-trisavolo dei fratelli Loud, viene mostrata la sua tomba tomba quando Lucy va al cimitero.
- Zia Reynolds: è la sorella minore di Rita e zia dei fratelli Loud.
- Antenati Loud: sono gli antenati reali scozzesi del 1600, della famiglia Loud, il loro aspetto è identico alla famiglia principale, il loro nomi sono sconosciuti, fatta eccezione per Lucille, a cui Lucy assomiglia moltissimo.
- Charles: il cane dei Loud. È molto socievole ma ha l'abitudine di fare i bisogni in giro per la casa.
- Cliff: il gatto dei Loud. È nero-bianco e ha un muso nero.
- Geo: il criceto dei Loud. Vive dentro una palla di plastica e se qualcuno lancia via del cibo lo insegue.
- Walt: il canarino dei Loud. È molto ubbidiente e spesso lo si vede all'interno della sua gabbietta posta all'ingresso, però si arrabbia se gli viene sottratta la casetta.
- Izzy: la lucertola di Lana.
- Hops: la ranocchia di Lana, a cui è molto legata. Nella seconda stagione si scopre come Lana l'ha trovato.
- El Diablo: il serpente di Lana
- Gary: il coniglio di Luan.
- Zanna: il pipistrello di Lucy, a cui è molto legata. Lucy ha anche altri 2 pipistrelli.
- Todd: Assistente robot creato da Lisa, costruito con materiali riciclati. Parla circa 600 lingue e nonostante sia una macchina possiede emozioni umane e si dimostra molto premuroso, non solo verso Lisa ma anche verso tutta la famiglia Loud.

### Famiglia McBride (st.1-in corso)
- Clyde McBride: il migliore amico di Lincoln, figlio unico di una coppia mista e LGBT. Nel momento del bisogno, aiuta e sostiene felicemente Lincoln ed è un bravo ragazzo, educato e gentile ma a volte irresponsabile e combina guai, in quanto spesso segue Lincoln nelle sue bizzarre imprese. Condivide gli stessi interessi con Lincoln quali videogiochi e film di fantascienza, i due sono praticamente inseparabili, tanto che Clyde si sente spesso perso in assenza dell'amico. Clyde è anche un bravissimo pasticciere. Aveva una cotta non corrisposta per Lori e tendeva a svenire in sua presenza e a perdere sangue dal naso e a comportarsi come un robot, almeno fino alla fine della seconda stagione quando Leni lo aiuta, dopo la terza supera la sua cotta. Aveva una forte antipatia per Bobby, il fidanzato di Lori che lo considerava quindi un rivale in amore, la sua famiglia possiede anche due gatte con dei nomi simili a quelli di Cleopatra e Nefertiti, il quale in un episodio Luna farà a loro da cat-sitter per guadagnare dei soldi che le serviranno per comprare i biglietti di un concerto, facendosi aiutare in segreto da Sam. Clyde è molto sensibile, e prende difficilmente i cambiamenti, va da una psicologa chiamata Dr.ssa Lopez. (Nel primo film si scopre che Harold è il padre biologico di Clyde, quando rivela che lui stesso ha ereditato le sue doti dalle bisnonne).
- Howard e Harold McBride: i genitori omosessuali e iperprotettivi di Clyde. Howard ha un carattere molto mite ed ansioso, a differenza del suo marito e Clyde, ed è l’unico membro della famiglia di origine caucasica; Harold, pur essendo altrettanto sensibile ha un carattere più calmo e misurato, ed è afroamericano e padre biologico di Clyde. (Sono la prima coppia LGBT presente in una produzione animata della Nickelodeon).
- Gayle McBride: è la nonna di Clyde da parte di Harold. Pratica Kickboxing. Appare nella quinta stagione. Condividerà la stanza con Myrtle al Sunset Canyon, ama cucinare, dalla quale Clyde ha ereditato la sua stessa passione.

### Famiglia Santiago (st.1-in corso), Casagrande (st.2-in corso)
- Ronalda Anne Santiago: Viene chiamata semplicemente "Ronnie Anne" è la sorella minore di Bobby ha 11-12 anni, era una compagna di scuola di Lincoln e suo interesse amoroso anche se non vuole ammetterlo. Si tratta di una ragazzina molto tosta e rude all'apparenza, tanto che all'inizio bullizza Lincoln, mettendolo sempre in ridicolo e picchiandolo, nonostante sembri corrispondere i suoi sentimenti e dimostri più di una volta tenere a lui. Tutti la ritengono fidanzata con Lincoln, nonostante lei e lo stesso Lincoln si affrettino sempre a negarlo. Nella seconda stagione si trasferisce in città con la sua famiglia andando a vivere con i suoi 8 parenti, a cui vuole molto bene, ma che trova a volte ingombranti.
- Roberto Alejandro Martinez-Millan Luis Santiago Jr..: Viene chiamato semplicemente "Bobby" è il fidanzato di Lori, soprannominato da lei "Bu-Bu Tesoro", è il fratello maggiore di Ronnie Anne ha 17-18 anni. È un ragazzo messicano devoto alla sua fidanzata, dolce e ingenuo, come Leni è anche un po' svampito, seppure un po' imbranato ma con un gran senso degli affari e la passione per il commercio, ed anche un buon amico per Lincoln che per lui è come il fratellino che non ha mai avuto. Verso la seconda stagione si trasferisce in città con la sua famiglia, iniziando a lavorare al mini-market del nonno con tutta l'intenzione di prenderlo in eredità. Anche se Lori all'inizio è devastata dalla cosa, il giovane la convince a mantenere il rapporto a distanza fino a che non andranno al college insieme in città.
- Maria Casagrande: è la madre di Bobby e Ronnie Anne, lavora come infermiera. Facendo spesso doppi turni in ospedale, decide di trasferirsi dalla sua numerosa famiglia assieme ai figli, perché non restino più così spesso da soli a casa quando lavora tardi. Ha divorziato col marito, ma è rimasta in buoni rapporti con lui.
- Arturo Santiago: è il padre di Bobby e Ronnie Anne, separato dalla moglie, con la quale però sono riusciti a restare in buoni rapporti. Lavora come medico volontario in Perù e dopo si trasferirà nella loro stessa città.
- Rosa e Hector Casagrande: sono i genitori di Maria e Carlos, sono i nonni dei figli Santiago-Casagrande. Rosa è un'ottima cuoca ed una nonna apprensiva, infatti come ogni nonna tende a far rimpinzare di cibo i suoi familiari e amici di essi, è premurosa oltre che superstiziosa, ha una collezione di magie e talismani, è anche la portinaia dello stabile. Hector gestisce un super-market sotto casa e ha l'abitudine di spettegolare con i clienti. Ma a volte tende ad essere svogliato e insensibile, ma ha un cuore d'oro. Sono chiamati rispettivamente dai nipoti "Abuela" e "Abuelo".
- Carlos Casagrande Sr.: è il fratello maggiore di Maria, il marito di Frida, e lo zio materno di Bobby e Ronnie Anne. È un professore di Scienze, anche se studia e legge libri perlopiù per passione, per questo motivo ha spesso la mente distratta.
- Frida Puga Casagrande: è la moglie di Carlos e la zia di Bobby e Ronnie Anne. È una donna molto emotiva e piange spesso per la felicità oltre che apprensiva quasi quanto la suocera. È una fotografa e le piace anche dipingere.
- Carlota Casagrande: ha 17-18 anni ed è la primogenita e unica figlia femmina della famiglia Casagrande. È una grande amante della moda e cerca sempre di trasmettere a Ronnie Anne la sua passione. Litiga spesso con il fratello minore Carl, ma tuttavia gli vuole bene.
- Carlos Casagrande Jr. "CJ": ha 13-14 anni. E' il secondogenito dei Casagrande. Ha la sindrome di Down, per tal motivo dimostra meno anni di quanti ne ha effettivamente. Ha un comportamento socievole, allegro e giocoso, si veste spesso da supereroe o da pirata. Spesso dimostra di avere intuizioni perspicaci e di essere molto diretto, seppure senza alcuna malizia o cattiveria.
- Carlino "Carl" Casagrande: ha 6-7 anni. Estremamente vanitoso e si dà arie da grande latin lover. Appena conosciuta Lori, se ne innamora immediatamente e cerca più volte di fare colpo su di lei. Spesso utilizza i prodotti cosmetici della sorella, facendola di conseguenza arrabbiare, però si vogliono bene. E' molto pestifero, ma sa essere gentile, e si comporta comunque come bambini della sua età.
- Carlitos Casagrande: ha 2-3 anni ed è il figlio più giovane della famiglia Casagrande. A differenza dei suoi parenti, ha i capelli rossi e imita sempre il comportamento di tutti, anche quelli del cane.
- Lalo: il grosso mastino dei Casagrande. È un cane affettuoso ma piuttosto codardo. Ha un gemello.
- Sergio: il pappagallo domestico dei Casagrande, parla e si esprime come una persona, è sarcastico e tagliente. Dorme nella camera di Bobby, finché lui non va a vivere da solo.
- Mama Lupe: è la mamma di Rosa, è la bisnonna materna dei nipoti Casagrande. Possiede anche un pappagallo blu e giallo. E' ultra-centenaria e vive in Messico.

### Famiglia Chang (st.4-in corso)
- Sid Chang: è la nuova vicina di casa e migliore amica di Ronnie Anne. È una ragazza sino-americana, ha 11-12 anni è super-eccitabile e vuole sempre provare cose nuove, ama gli animali e fare invenzioni.
- Adelaide Chang: la sorella minore di Sid. Ha 6-7 anni, fa karate e lei e Carl sono grandi amici, ma tendono a essere in competizione. E' amichevole ma sa anche essere pestifera.
- Stanley Chang: il papà di Sid. Lavora come conducente della metropolitana. E' di origine asiatica.
- Becca Chang: la mamma di Sid. Lavora come zoologa. E' di origine americana.

### Personaggi ricorrenti e minori
- Mr. Grouse (st 1-in corso): l'anziano vicino della famiglia Loud, rimasto vedovo. All'inizio scorbutico e prepotente, ma in realtà, nel corso della serie, sviluppa un buon rapporto con la famiglia Loud, nonostante non manchi mai di lamentarsi per i loro comportamenti, in quanto li considera rumorosi e fastidiosi. Il suo carattere scontroso è dovuto alla sua solitudine. Anche lui ha una famiglia numerosa, ma con la sua pensione non ha abbastanza denaro per prendere l'autobus e andare a trovarli. La vigilia di Natale, i Loud esaudiranno il suo desiderio. In seguito sembra trovare posto di lavoro come consulente informatico, dopo aver sostenuto un colloquio destinato a Lynn Sr. spacciandosi per lui. Ha una dipendenza dalle lasagne di Lynn Sr. e in seguito fa amicizia con Lynn Jr. dopo che quest'ultima scopre che è un grande appassionato di sport.
- Philip "Flip" Philliphini  (st.1-in corso): è il taccagno e disonesto proprietario di un negozio all'interno di una stazione di servizio. Non ha alcun riguardo per l'igiene del suo negozio o la qualità e le date di scadenza della merce che vende. Spesso ha il ruolo di antagonista in quanto è sempre alla ricerca di nuovi modi per guadagnare o risparmiare soldi, spesso in maniera scorretta e ai danni della famiglia Loud. Si dimostra comunque capace di gesti di amicizia nei loro confronti. L'unica in grado di fargli paura è Lola.
- Chester "Chunk" Monk (st.1-in corso): è un grande amico, nonché fonico di Luna, è un uomo corpulento dall'abbigliamento punk, di origini inglesi. Apparentemente lavora dietro le quinte, nonostante da giovane desiderasse diventare una rock-star, ma in realtà si scopre che lavora ancora come musicista, ha una propria band ed è comunque felice di vivere facendo ciò che ama.
- Mick Swagger (guest 1): famoso cantautore e musicista rock, idolo di Luna e Lynn Sr, la quale lo ha preso come autentico modello di vita. Spesso ha l'abitudine di travestirsi e mescolarsi fra la folla senza essere riconosciuto. Luna avrà anche l'occasione di incontrarlo di persona, quando Mick le ricorderà che la cosa importante del rock non è essere il migliore ma divertirsi. È una parodia di Mick Jagger.
- Liam Hunnicut (st 1-in corso): Fa parte del gruppo di amici di Lincoln, vive in una fattoria gestita dai suoi genitori, Liam è un po' rozzo e ingenuo, ma dal cuore d'oro. È gentile e disponibile con tutti, ha una sorella minore. In un episodio entra nella squadra di Baseball di Lynn come tiratore e diventa sorvegliante dei corridoi delle medie insieme a Lynn.
- Rusty Spokes (st 1-in corso): E' un ragazzo dall'aspetto sgraziato e trasandato che si da aria da grande dongiovanni, ma non ha molto successo con le ragazze, e a volte si mostra timido in loro presenza, inizialmente era un po' un bulletto nei confronti di Lincoln, ma col passare del tempo sono diventati buoni amici, tende a confondere le sorelle Loud (una volta ha scambiato Lucy per Luna, e Lola per Luan) ha l'acne e ha un fratello minore di nome Rocky, e prende lezioni di pianoforte.
- Zachary Gurdle (st 1-corso): Viene chiamato da tutti "Zack", e un ragazzino nerd, molto basso con gli occhiali, è affascinato dalla fantascienza e dalla narrativa sulla vita extraterrestre, i suoi genitori credono nell'esistenza degli alieni e si preparano a un'imminente invasione, anche lui ci crede, ma è un pochino più con i piedi per terra di loro, è il migliore amico di Rusty, anche se discutono spesso.
- Rocky Spokes (guest 2): fratello minore di Rusty, ha 8 anni e Lucy aveva una cotta per lui. Inizialmente sembra essere intimorito dalla stranezza di Lucy, che tenterà di sembrare normale e ordinaria per impressionarlo, tuttavia rivelerà in seguito di essersi interessato a lei fin dall'inizio e che scappava da lei perché temeva di sembrare, ai suoi occhi, un tipo banale e poco interessante.
- Girl Jordan: è la popolare compagna di classe e amica di Lincoln e Clyde. E' gentile e amichevole, ma avvolte tende ad essere un po' suscettibile. Ha un cane di nome Ajax.
- Stella Zhau (guest 3, st. 4-in corso): la nuova ragazza arrivata in città, fin dal suo arrivo, Lincoln cerca di farsi notare da lei e, presto, anche Clyde, Liam, Rusty e Zack ne saranno attratti. Tutti e cinque i ragazzi entreranno in competizione per conquistarla, scambiando il suo atteggiamento amichevole ed espansivo per interesse amoroso nei confronti di uno di loro. Ben presto lei affermerà di voler essere semplicemente loro amica e diventerà un membro del loro gruppo, nella quinta stagione verrà rivelato il suo cognome. È di origine filippina.
- Agnes Johnson (st.1-in corso): è la maestra della classe di Lincoln e Clyde. È gentile e premurosa con i suoi allievi, ma a volte si dimostra anche altezzosa e opportunista. Ha un pessimo senso dell'umorismo, ha l'abitudine di fare battute alla sua classe, senza mai riuscire a far ridere nessuno.
- Scoots (ricorrente st. 1-in corso): una anziana donna che guida uno scooter e porta gli occhiali da sole. È scontrosa e senza alcun rispetto per la legge. Anche se raramente sa essere di supporto per altri. In un episodio si scopre che ha una sorella gemella. Ha un "fidanzato" più giovane di lei di parecchi anni .
- Samantha "Sam" Sharp: chitarrista e migliore amica di Luna, in realtà suo principale interesse amoroso, Sam sembra ricambiare il sentimento e con il tempo le due diventeranno sempre più vicine. Frequenta la stessa classe di Luna. In seguito diventano fidanzate.
- Becky: E' la migliore amica di Leni e compagna di scuola sua e di Lori. Appare come una degli amici ricorrenti dei fratelli Loud dalla seconda stagione. In molti episodi si mostra molto amichevole con Lincoln, condivide anche il suo interesse per "Ace Savvy".
- Margot Roberts: è la migliore amica di Lynn, gioca nella medesima squadra di Baseball, ma non è cosi competitiva e superstiziosa come Lynn, è leggermente più sensibile di lei.
- Haiku (st.1-in corso): è la migliore amica di Lucy, oscura e tetra come lei. Il suo aspetto ricorda vagamente Mercoledì Addams e veste un abbigliamento tipicamente goth. Lucy le aveva chiesto di andare al ballo Sadie Hawkins con Lincoln, lei accetta, ma al ballo lega di più con Clyde perchè entrambi sono innamorati ma non ricambiati.
- Carol Pingrey: è la compagna di scuola di Lori, con la quale quest'ultima ha sempre avuto una forte rivalità. In seguito superano le loro divergenze ammettendo che hanno sempre ritenuto l'una migliore dell'altro e diventeranno migliori amiche.
- Kotaro (st.2-in corso): è un vecchio compagno d'Università di Lynn Sr., e suo migliore amico, Lavorerà nel suo ristorante. Condivide il suo amore per il Campanaccio. Hanno formato una band con il padre di Rusty, Harold e Clyde, in cui entrambi suonano il Campanaccio.
- Grant: impiegato del mese presso il fast food Burger Rutto. Lavorerà nel ristorante di Lynn Sr.
- Chandler Mctry: ragazzo popolare, sbruffone e opportunista. ha l'abitudine di criticare gli altri ragazzi (specialmente Lincoln e i suoi amici) ma alla fine gli viene sempre rivolto contro di lui.
- Dr.ssa Lopez: la terapeuta di Clyde. Non compare mai fisicamente, ma Clyde tende a chiamarla spesso al cellulare, quando si trova in situazioni di ansia o difficoltà. A volte fa da consulenza anche ai padri di Clyde.
- Marcus Pacowski (ricorrente st.1-in corso): l'insegnante di ginnastica, sembra crudele e dispotico con i suoi allievi ma si trasforma in un agnellino, alla presenza di Miss Johnson, della quale è inizialmente innamorato, scoprendo poi di non essere ricambiato. Tuttavia sembrerà nascere una certa simpatia fra lui e Patty, l'infermiera della scuola.
- Ms. DiMartino: insegnante supplente alla scuola elementare di Royal Woods. La sua bellezza è travolgente, tanto da confondere tutti i suoi allievi maschi, incluso Lincoln.
- Preside Huggins: il preside della scuola elementare e materna di Royal Woods. Rigido e ligio alle regole, è ritenuto estremamente noioso e pedante sia dagli studenti che dagli altri insegnanti e anche da qualche genitore. Da giovane era un appassionato di fumetti (in particolare di Ace Savvy, eroe tanto amato anche da Lincoln) e non aveva amici.
- Cheryl: segretaria del preside Huggins alla scuola elementare e materna Royal Woods. Suo sorella Meryl è segretaria alla scuola Media. È una persona molto gentile e disponibile
- Meryl: è la sorella gemella di Cheryl , ed è la segretaria della scuola media, è gentile e disponibile come la sorella.
- Infermiera Patty: l'infermiera della scuola. Sembra provare qualcosa per il Coach Pacowski.
- Ispettrice Chen: sovrintendente della scuola di Royal Woods, e rimprovera spesso il preside Huggins per il rendimento scarso.
- Preside Ramirez: la preside della scuola media di Lynn che ora frequenta anche Lincoln e i suoi amici nella quinta stagione.
- Darcy Helmandollar (st 2 e 3): è la miglior amica di Lisa e sua compagna d'asilo, è anche la sua prima e unica amica, essenzialmente è il suo opposto, gentile, innocente e amante del divertimento. Inizialmente Lisa fatica a legare con lei, a causa del suo intelletto semplice, e perché inizialmente la usa per avere un voto più alto, ma in seguito, colpita dalla sua generosità e gentilezza, inizia a fare veramente amicizia con lei.
- Benjamin Stein (st 2 - in corso): Viene chiamato da tutti "Benny" è il fidanzato di Luan, come lei è un aspirante comico, anche se è un pochino più calmo di lei, ha una bambola da ventriloquo come Luan di nome "Mrs. Fiordinero". Gli piace anche cucinare i Macaron con sua madre. Quando lui e Luan reciteranno insieme nelle rispettive parti di Romeo e Gulietta, si scambieranno il primo bacio, rivelando il loro veri sentimenti e mettendosi insieme.
- S.ra Carmicheal (st 3-in corso): Gestisce il "Reininger's" un negozio di vestiti, assumerà Leni per la sua disponibilità e per la sua bravura nell'indovinare i gusti della gente.
- S.ra Bernardo (st 3-in corso): E' un'attrice, ed è l'insegnante di recitazione di Luan, quest'ultima l'ammira molto, lei è molto talentuosa, ma qualche volta si immedesima troppo nel ruolo, e tende ad essere teatrale o iperdrammatica.
- Fiona (st 3-in corso): E' una dei migliori amici di Leni, lavora con lei nel negozio, è molto irritabile, ma anche leale e gentile coi suoi amici.
- Miguel (st 3-in corso): E' un ragazzo amico di Leni e Fiona, anche lui lavora con loro al "Reininger's", è gentile con tutti, e tende a fare gesti con le mani ogni volta che parla, è molto disponibile ed è sempre pronto a dare consigli. In un episodio si scopre che è vegetariano. E' omosessuale.
- Mr. Nakamura (guest 4): è il vicino di casa di Ronnie Anne e Sid, ha un Bobtail di nome Nelson.
- Mr. Scully (guest 4): di origini indiane, è il proprietario dello stabile in cui vivono i Casagrande e datore di lavoro di Nonna Rosa.
- Vito Filliponio: uno dei clienti più affezionati del supermercato di Hector Casagrande (il suo migliore amico), nonché maggiore fonte di pettegolezzi per quest'ultimo. È un uomo anziano di origine probabilmente italiana, sebbene le conoscenze su tale paese siano piuttosto scarse, essendo lui convinto che Giulio Cesare abbia inventato la Caesar Salad.
- Gavin (st 6-in corso): E' il fidanzato di Leni. Miguel aveva una cotta per lui.

### Apparsi in A casa dei Loud: Il film
- Morag: antagonista principale del film. È la custode della Reggia dei Loud in Scozia. La sua famiglia ha abitato nella reggia per generazioni, fin da quando la sua antenata scacciò la famiglia Loud e li costrinse ad abbandonare la Scozia per sempre, aizzando il loro fedele drago grazie ad un amuleto magico. Con il ritorno di Lincoln (che diverrà nuovo duca) e la sua famiglia, Morag si preoccupa estremamente all'idea di dover rinunciare all'agiatezza e alla tranquillità della reggia, per accogliere i suoi nuovi rumorosi e caotici padroni e farà qualsiasi cosa per cacciarli nuovamente. Dopo aver recuperato l'amuleto della sua antenata, Morag controllerà ancora una volta il drago della reggia per cacciare la famiglia Loud e tiranneggiare gli abitanti della città, autonominandosi duchessa al posto di Lincoln. Sarà la famiglia Loud al completo a fermarla. Morag è una donna estremamente crudele, collerica e vendicativa, con evidenti segni di esaurimento mentale. Le cose che desidera più in assoluto sono la pace ed il silenzio, si dimostra molto abile nel manipolare la gente. Quando è arrabbiata o stressata i suoi capelli tendono ad arricciarsi.
- Angus: assieme a Morag, Angus è il custode di Reggia dei Loud. Una volta appreso che la famiglia Loud è in vacanza in Scozia, li informa che i loro antenati erano un tempo i sovrani della piccola città di Loch Loud e farà di tutto per convincerli a restare e far nominare Lincoln nuovo duca, diventandone grande amico. Estremamente più fedele della sua collega alla famiglia, si è guadagnato negli anni la nomea di "Uomo più onesto di Loch Loud" ed è molto stimato dai suoi concittadini. Dopo che Morag viene destituita e scacciata, Lincoln sceglie lui come nuovo Duca, in qualità della sua nobiltà d'animo e del suo altruismo.
- Lela: un'autentica draghessa, probabilmente la discendente del drago che secoli prima servì la famiglia Loud in Scozia. Nasce da un uovo ritrovato da Angus e alcune sorelle Loud. Il suo uovo si è schiuso proprio con il ritorno della famiglia Loud alla reggia. Questi ultimi si affezionano molto a lei ma in seguito, grazie all'amuleto magico, cade sotto il controllo di Morag che si servirà di lei per terrorizzare gli abitanti di Loch Loud. Una sua caratteristica è quella di crescere esponenzialmente e a dismisura ogni volta che mangia.

## Doppiaggio
Il doppiaggio è effettuato da Erazero Srl e da LogoSound srl di Milano e presenta diversi doppiatori di Roma, Milano e Torino interpretate da ragazzi o bambini.
| Personaggio       | Doppiatore originale                         | Doppiatore italiano                                        |
| ----------------- | -------------------------------------------- | ---------------------------------------------------------- |
| Lincoln           | Sean Ryan Fox (solo C.×1) Grant Palmer       | Alessio De Filippis                                        |
| Lori              | Catherine Taber                              | Jolanda Granato                                            |
| Leni              | Liliana Mumy                                 | Giuliana Atepi                                             |
| Luna              | Nika Futterman                               | Elena Perino                                               |
| Luan              | Cristina Pucelli                             | Irene Multari                                              |
| Lynn Jr.          | Jessica DiCicco                              | Giada Bonanomi                                             |
| Lucy              | Jessica DiCicco                              | Gea Riva                                                   |
| Lana              | Grey DeLisle                                 | Jolanda Granato                                            |
| Lola              | Grey DeLisle                                 | Monica Volpe                                               |
| Lisa              | Lara Jill Miller                             | Giuliana Atepi                                             |
| Lily              | Grey DeLisle                                 | Giada Bonanomi                                             |
| Clyde             | Caleel Harris                                | Andrea Rotolo                                              |
| Rita              | Jill Talley                                  | Katia Follesa (ep.1×01-1×13) Lucia Valenti (ep.1×14+)      |
| Lynn Sr.          | Brian Stepanek                               | Luca Ghignone                                              |
| Bobby             | Carlos PenaVega Jr.                          | Alessandro Germano                                         |
| Ronnie Anne       | Breanna Yde (St.1-3) Izabella Alvarez (st.4) | Tiziana Martello (st.1-4) Giulia Bersani (st.5+, Spin-Off) |
| Albert Reynolds   | Fred Willard                                 | Gianni Gaude                                               |
| Myrtle            | Jennifer Coolidge                            | Cinzia Massironi                                           |
| Sig. Grouse, Flip | John DiMaggio                                | Walter Rivetti                                             |
| Maria             | Sumalee Monatano                             | Tania De Domenico                                          |
| Rosa              | Sonia Manzano                                | Lucia Valenti                                              |
| Hector            | Ruben Garfias                                | Marco Balzarotti                                           |
| Frida             | Roxana Ortega                                | Giuliana Atepi                                             |
| Carlos            | Carlos Alazraqui                             | Gianandrea Muià                                            |
| Carlota           | Alexa PenaVega                               | Elena Gianni                                               |
| CJ                | Jared Kozak                                  | David Milici                                               |
| Carlino           | Alex Cazares                                 | Annalisa Longo                                             |
| Carlitos          | Roxana Ortega                                | Elena Gianni                                               |
| Sergio            | Carlos Alazraqui                             | Gianandrea Muià                                            |
| Arturo            | Eugenio Derbez                               | Edoardo Lomazzi                                            |
| Sid               | Leah Mei Gold                                | Martina Tamburello                                         |
| Stanley           | Ken Jeong                                    | Davide Fumagalli                                           |
| Becca             | Melissa Joan Hart                            | Marlene De Giovanni                                        |
| Adelaide          | Lexi Sexton                                  | Elisa Giorgio                                              |
| Liam              | Lara Jill Miller                             | Tania De Domenico                                          |
| Rusty Spokes      | Wyatt Griswold                               | Gianandrea Muià                                            |
| Zach Gurdle       | Jessica DiCicco                              | Annalisa Longo                                             |
| Benny Stein       | Sean Giambrone                               | Gianandrea Muià                                            |
| Howard McBride    | Michael McDonald                             | Davide Fumagalli                                           |
| Harold McBride    | Wayne Brady                                  | Walter Rivetti                                             |
| Lalo              | N/A                                          | N/A                                                        |
| Maybelle          | Telma Hopkins                                | Grazia Migneco                                             |
| Mr. Nakamura      | Bruce Locke                                  | Davide Fumagalli                                           |
| Bruno             | Eric Bauza                                   | Claudio Colombo                                            |
| Par               | Sunil Malhotra                               | Davide Fumagalli                                           |
| Hawk              | Wilbur Zaldivar                              | TBA                                                        |
| Hank              | Mateus Ward                                  | TBA                                                        |
| Hops              | N/A                                          | N/A                                                        |
| Charles           | Dee Bradley Baker                            | Dee Bradley Baker                                          |

## Produzione
Dopo aver rimpiazzato Genndy Tartakovsky per la regia del cartone Il laboratorio di Dexter di Cartoon Network nei primi anni 2000, Chris Savino passa a lavorare per Nickelodeon. Savino basa la serie sulle sue esperienze nella sua famiglia numerosa. Inizialmente avrebbe dovuto seguire le vicende di una famiglia di conigli, poi Savino scelse di utilizzare gli esseri umani. Propose l'idea a Nickelodeon nel 2013 come corti di 2 minuti e mezzo per il loro programma annuale di cartoni animati Animated Shorts Program. Nel mese di giugno 2014, Nickelodeon annunciò la produzione della prima stagione, composta da 13 episodi successivamente aumentati a 26. Il 25 maggio 2016, Nickelodeon annunciò la produzione di una seconda stagione e il 19 ottobre 2016 di una terza, entrambe composte da 26 episodi. Nell'autunno 2017, dopo il licenziamento di Savino per le accuse di molestie sessuali, fu annunciato che la serie sarebbe proseguita anche senza di lui, la serie è oggi diretta da Ian Murray. Il 6 marzo 2018 la serie è rinnovata per una quarta stagione e viene annunciata la produzione di uno spin-off di 20 episodi dal titolo Los Casagrandes. Il 7 maggio 2019 la serie è stata rinnovata per una quinta stagione. Il 9 settembre 2020 la serie è stata rinnovata per una sesta stagione. In seguito vengono annunciate una settima, ottava e nona stagione, di cui quest'ultima è attualmente in sviluppo venendo rivelata a settembre del 2024.

## Altri prodotti

### Spin-off
Uno spin-off, intitolato I Casagrande, è stato sviluppato da Nickelodeon nel marzo 2018. Presenta Bobby e Ronnie Anne Santiago e la loro famiglia allargata Casagrande che vive a Great Lakes City. Il 7 maggio 2019, è stato rivelato che Eugenio Derbez, Ken Jeong e Melissa Joan Hart si erano uniti al cast rispettivamente nei panni del padre di Bobby e Ronnie Anne, il dottor Arturo Santiago, e dei nuovi vicini Stanley e Rebecca Chang. La serie è stata presentata in anteprima il 14 ottobre 2019. Il 17 febbraio 2022, la serie viene ufficialmente cancellata, con i suoi personaggi destinati comunque a fare più apparizioni in A casa dei Loud. La serie si è conclusa il 30 settembre 2022. Due anni dopo viene pubblicato su Netflix un lungometraggio sulla serie, intitolato I Casagrande - Il Film.

### Film
Il 28 marzo 2017, il presidente della Paramount Pictures, Marc Evans, ha annunciato un film basato sulla serie originariamente previsto per l'uscita nelle sale cinematografiche il 7 febbraio 2020. Tuttavia, il 18 gennaio 2019, Paramount ha rimosso il film dal loro programma. Il film è stato in seguito ripreso per una distribuzione su Netflix dal 20 agosto 2021 con il titolo A casa dei Loud: Il film, si tratta inoltre di un musical.
Un secondo film è stato pubblicato il 21 giugno 2024 stavolta su Paramount+, intitolato Il tempo delle spie: il film di a Casa dei Loud. Il film è stato distribuito in Italia il 22 giugno 2024.

### Film e serie live-action
Il 19 febbraio 2020 Nickelodeon annuncia Natale a casa dei Loud, un film per la TV in live action basato sulla serie, la cui messa in onda americana è prevista per fine 2021.
Il 24 marzo 2022, una serie live-action di A casa dei Loud è stata originariamente annunciata per Paramount+. I principali membri del cast di Natale a casa dei Loud riprendono i loro ruoli per la serie, tra cui Wolfgang Schaeffer nei panni di Lincoln e Jahzir Bruno nei panni di Clyde. Le riprese della serie sono iniziate ad Albuquerque, nel New Mexico, nel giugno 2022. Nel settembre 2022, è stato annunciato che la serie, intitolata La vera casa dei Loud, sarebbe stata presentata in anteprima su Nickelodeon nel novembre 2022. Il 5 ottobre 2022 è stato annunciato che la serie sarebbe stata presentata in anteprima il 3 novembre 2022. In Italia è stata trasmessa dal 2023 su Nickelodeon e Super!. Lo stesso anno la serie viene già rinnovata per una seconda stagione e viene prodotto un secondo speciale dopo Natale a casa dei Loud, intitolato La vera spaventosa casa dei Loud.

## Episodi
La prima stagione venne mandata in onda negli Stati Uniti su Nickelodeon dal 2 maggio 2016 al 8 novembre 2016. La seconda dal 9 novembre 2016 al 1º dicembre 2017. La terza dal 19 gennaio 2018 al 7 marzo 2019. La quarta dal 27 maggio 2019 al 23 luglio 2020. La quinta dall'11 settembre 2020 al 4 marzo 2022. La sesta dall'11 marzo 2022 al 16 maggio 2023. La settima dal 17 maggio 2023 al 6 giugno 2024. L'ottava dal 10 giugno 2024 al 23 ottobre 2024.
In Italia la prima stagione debuttò in anteprima il 15 maggio 2016 e la serie continuò il 6 giugno 2016 e finì il 9 novembre 2016. La seconda dal 12 giugno 2017 al 15 gennaio 2018. La terza dall'11 giugno 2018 al 4 aprile 2019. La quarta dal 23 settembre 2019 all'11 settembre 2020. La quinta dal 9 novembre 2020 al 6 aprile 2022. La sesta dal 7 aprile 2022 al 29 marzo 2023. La settima dal 18 settembre 2023 all'8 aprile 2024. L'ottava dall'11 novembre 2024 al 31 ottobre 2024.
| Stagione         | Episodi | Prima TV USA  | Prima TV Italia |
| ---------------- | ------- | ------------- | --------------- |
| Prima stagione   | 26      | 2016          | 2016            |
| Seconda stagione | 26      | 2016-2017     | 2017-2018       |
| Terza stagione   | 26      | 2018-2019     | 2018-2019       |
| Quarta stagione  | 26      | 2019-2020     | 2019-2020       |
| Quinta stagione  | 26      | 2020-2022     | 2020-2022       |
| Sesta stagione   | 26      | 2022-2023     | 2022-2023       |
| Settima stagione | 20      | 2023-2024     | 2023-2024       |
| Ottava stagione  | 13      | 2024-2025     | 2024-2025       |
| Nona stagione    | 12      | 2025-in corso | 2025-in corso   |

### Corti
I primi 4 corti debuttarono in America dal 5 al 19 giugno 2014. In Italia sono inediti.
| nº | Titolo originale                 | Diretto da                            | Scritto da                    | Storyboard                   | Prima TV USA               |
| -- | -------------------------------- | ------------------------------------- | ----------------------------- | ---------------------------- | -------------------------- |
| 1  | Bathroom Break!!                 | Chris Savino                          | Chris Savino & Scott Kreamer  | Chris Savino                 | 5 giugno 2014 (Online)     |
| 2  | Slice of Life                    | Chris Savino                          | Jordan Rosato & Kyle Marshall | Kyle Marshall                | 15 aprile 2016 (Online)    |
| 3  | Deuces Wild                      | Karla Sakas Shropshire & Chris Savino | Chris Savino                  | Chris Savino                 | 21 luglio 2017 (Online)    |
| 4  | 12 Days of Christmas             | Kevin Sullivan                        | David Teas                    | Chris Savino & Kyle Marshall | 16 dicembre 2017 (Online)  |
| 5  | No End in Bite                   | TBA                                   | TBA                           | TBA                          | 28 settembre 2019 (Online) |
| 6  | Speaking Sibling/So Long, Sucker | TBA                                   | TBA                           | TBA                          | 22 maggio 2020 (Online)    |
| 7  | Robot/Sitcom                     | TBA                                   | TBA                           | TBA                          | 29 maggio 2020 (Online)    |

### Episodi Speciali
- Un amico per Natale (Natale) = ep. 2×01
- Parenti Turbolenti (trasferimento dei Santiago) = ep. 2×13
- Ci sei cascato! (Halloween) = ep. 2×24
- Viaggio Miraggio (Viaggio dei Loud) = ep. 3×01
- Loud Music = ep. 3×17
- Ringraziamento dai Loud (unione dei Loud e dei Casagrandes) = ep. 3×21
- Cucina da Incubo (apertura del ristorante di Lynn Sr.) = ep. 3×26
- Amiche! Con i Casagrandes (amicizia tra Ronnie Anne e Sid Chang) = ep. 4×01
- I Re del contest = ep. 4×13
- Videochiamata movimentata (Lincoln e Ronnie Anne parlano dei loro momenti durante il Covid-19)
- La nuova scuola = ep. 5×01-5×02
- Il fantasma del golf! - ep. 5×05
- Mega Music Countdown (21 giugno 2021 su Nickelodeon)
- Campeggio! = ep. 5×18
- Salviamo Royal Woods! = ep. 6×04
- Indietro nel tempo = ep. 6×12
- Terrore a Great Lakes City! = ep. 6×21
- In Viaggio: Bizzarritorium = ep. 7×05

## Accoglienza
Inizialmente la serie fu accolta molto positivamente per il suo concetto piuttosto originale, inoltre fu il primo show a cui Nickelodeon diede effettivamente spazio e riuscì a rivaleggiare alcuni primati detenuti dal colosso SpongeBob e ad essere candidato in diversi Nickelodeon Kid's Choice Awards.

### Critiche
Dalla terza stagione in poi, però, la serie ha iniziato a subire un declino in termini di qualità e di scrittura degli episodi, a causa del prolungamento esponenziale della serie e conseguentemente l'eccessiva continuazione del franchise, che vedeva la quantità sopra la qualità. A questo si aggiungono anche le controversie in cui è finito il creatore Chris Savino, che hanno dato una brutta reputazione anche ai suoi prodotti.
Altra nota dolente è il fandom della serie, conosciuto come una delle più controverse e discutibili community di internet, una vasta parte di esso è noto per avere una strana attrazione verso il disegnare materiale inappropriato dei protagonisti della serie (spesso in relazioni incestuose o in situazioni deplorevoli) – sebbene non tutto il fandom sia così, ormai la sua reputazione è stata irreparabilmente danneggiata.
Va notato anche che l'opera scritta più lunga in lingua inglese è, stranamente, una fanfiction proprio sulla serie, intitolata The Loud House Revamped, la quale conta un totale di 2338 capitoli e sta ancora venendo continuata – la sua trama è completamente insensata e priva di una storia effettiva, a un certo punto venendo introdotti personaggi che non hanno nulla a che fare con la serie in sé, ma serve come esempio di quanto un fandom possa spingersi mentalmente.
Lo show risulta bandito in paesi come Russia, Turchia o Kenya, a causa delle rappresentazioni LGBT presenti nella serie.

## Sigle
Nelle trasmissioni su Nickelodeon e Super! sono state utilizzate le due sigle americane tradotte in italiano.

## Distribuzione in DVD
In Italia il primo DVD è stato distribuito dalla Paramount il 12 dicembre 2018 col titolo A casa dei Loud: Un Natale straordinario, della durata di 90 minuti e include gli episodi:
- Un amico per Natale
- Serata coi fiocchi
- In trappola sul trampolino
- Annoiati dalla neve
- Il tavolo dei grandi
- L'ammiratore di L. Loud
- Le tre C

## Listen Out Loud
Nickelodeon e il suo canale YouTube hanno fatto una serie di podcast chiamati Listen Out Loud dove ogni membro della famiglia Loud fa un podcast che ruota intorno ai loro argomenti.

## Trasmissione mondiale
| Paese                 | Titolo                   | 1ºTV           | Rete                       |
| --------------------- | ------------------------ | -------------- | -------------------------- |
| USA                   | The Loud House           | 2 maggio 2016  | Nickelodeon                |
| Italia                | A casa dei Loud          | 15 maggio 2016 | Nickelodeon, Super!        |
| Lega araba            | منزل لاود                | 15 maggio 2016 | Nickelodeon, MBC 3         |
| Francia               | Bienvenue chez les Loud  | 16 maggio 2016 | Nickelodeon, Gulli         |
| Spagna                | Una casa de Locos        | 16 maggio 2016 | Nickelodeon, Clan          |
| Polonia               | Harmidom                 | 16 maggio 2016 | Nickelodeon, Nicktoons     |
| Germania              | Willkommen bei den Louds | 16 maggio 2016 | Nick, Nicktoons, Super RTL |
| Brasile               | The Loud House           | 16 maggio 2016 | Nickelodeon                |
| Regno Unito e Irlanda | The Loud House           | 30 maggio 2016 | Nickelodeon                |
| Portogallo            | Loud em Casa             | 6 giugno 2016  | Nickelodeon                |
| Romania               | Casa Loud                | 6 giugno 2016  | Nickelodeon                |
| Giappone              | ラウド・ハウス           | 28 aprile 2021 | Nickelodeon, Rakuten TV    |